# Kérészek
A kérészek (Ephemeroptera) a szárnyas rovarok alosztályának legősibb rendje. Leghíresebb hazai képviselőik a tiszavirág (Palingenia longicauda) és a dunavirág (Ephoron virgo), a magyar természeti értékek jellegzetes kincsei.

## Elterjedésük
Ősi taxon lévén, képviselői (az Antarktisz kivételével) gyakorlatilag minden szárazföldön megtalálhatók. A csaknem 2500, a 2020-as évekig leírt fajukból mintegy 50 él Magyarországon.

## Megjelenésük

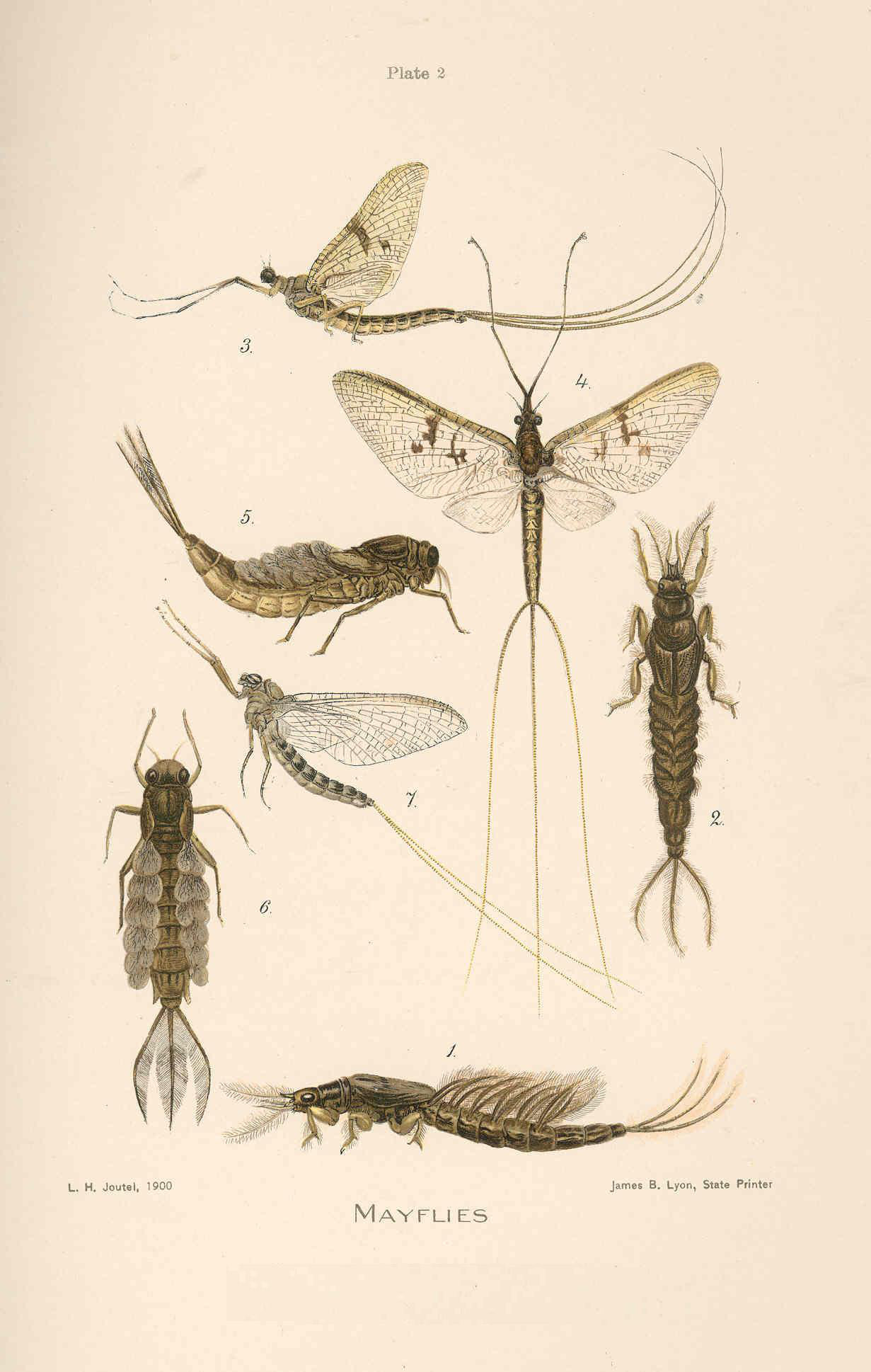
Louis Hippolyte Joutel amerikai entomológus rajza (1900)

5–38 mm hosszú, karcsú testű, gyenge lábú rovarok. Gyenge kitinburkuk miatt a testük törékeny. A hímek első pár lába erősebb, előrenyúló: párzáskor ezzel ragadják meg a nőstényt. Általában két pár szárnyuk van: szárnyaik különösen sűrű, átlátszó erezete a szitakötőkre hasonlít, de az első szárny háromszög alakú, a nem mindig kifejlődő második pedig tojásdad és sokkal kisebb.
Fejükön rövid, fonalas csáppár, három pontszem és két pár összetett szem helyezkedik el. A hímek összetett szemén befűződéssel úgynevezett turbánszem alakul ki. A kifejlett állatok szájszerve csökevényes, mivel a legtöbb imágó rövid életében egyáltalán nem táplálkozik.
Hengeres potrohuk végéről feltűnően hosszú páros fartoldalék (cercus) és közöttük jellemzően egy végfonal (filum terminale) is ered. Első pár lábukkal előrenyúlva tapogatnak.
Nyugalmi helyzetben szárnyaikat nem tudják összehajtani; azok a test fölött egymáshoz simulnak.

## Életmódjuk, élőhelyük
A kérészek lárvaállapota fajtól függően néhány hónaptól 3 évig is tarthat.
Lárváik úgynevezett másodlagos lárvák, amelyek mindig vízben élnek, a szubimágók és imágók pedig a víz közelében.

## Szaporodásuk
Tökéletlen átalakulásuk (hemimetamorfózis), méghozzá úgynevezett prometabólia, ami közben több fejlődési stádiumot járnak végig.

### Nimfaállapot

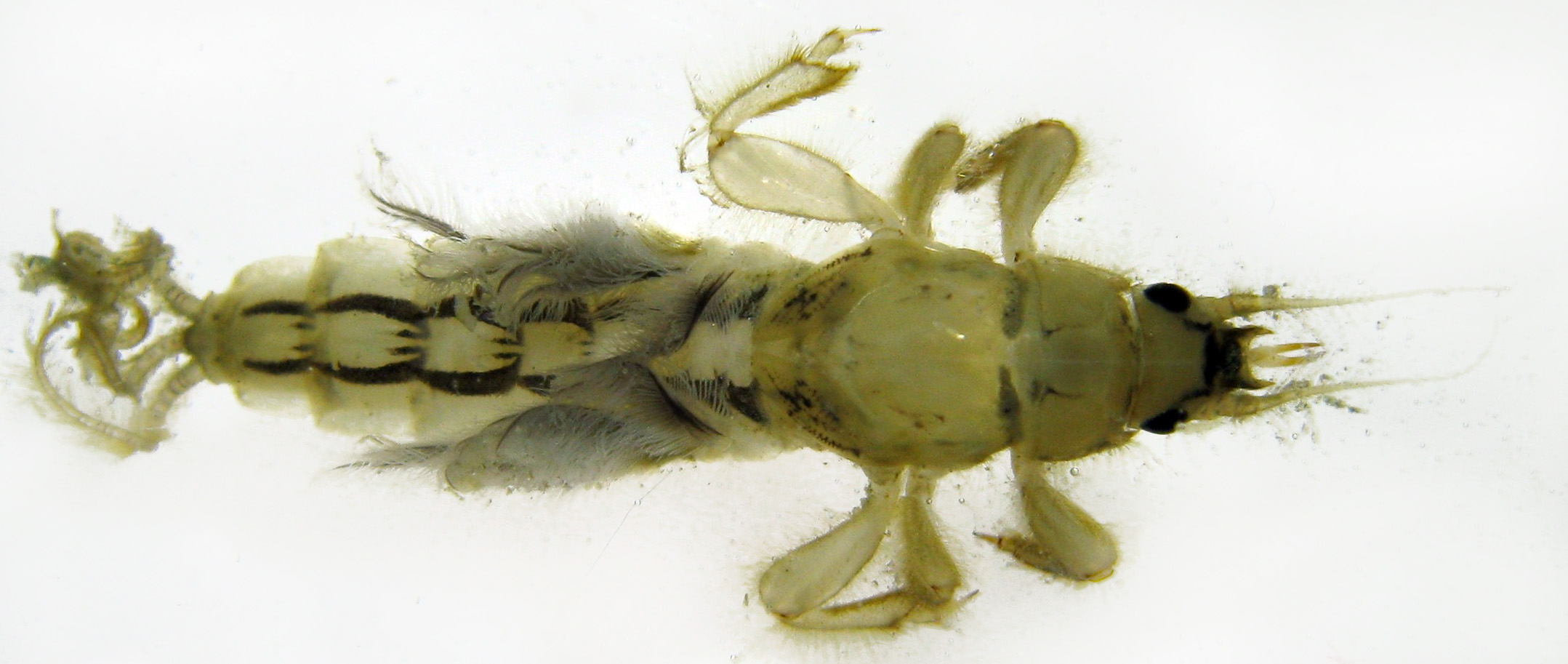
Közönséges tarka kérész (Ephemera vulgata) nimfája

Miután a nőstények a vízbe hullatták petéiket, azok az aljzatra süllyednek. A lárvaállapot fajtól függően néhány hónaptól 3 évig is tarthat. (Van olyan faj is, amelynél a peteállapot hiányzik, és a megtermékenyített nőstény apró lárvákat tojik a vízbe: Elevenszülő kérész (Cloenon dipterum).)
A potrohuk két oldalán elhelyezkedő tracheakopoltyúkkal lélegeznek.
Táplálkozásuk változatos: egyes fajok inkább a vízben található algákat, szerves törmeléket eszik, más fajok lárvái ragadozók.

### Szubimágó

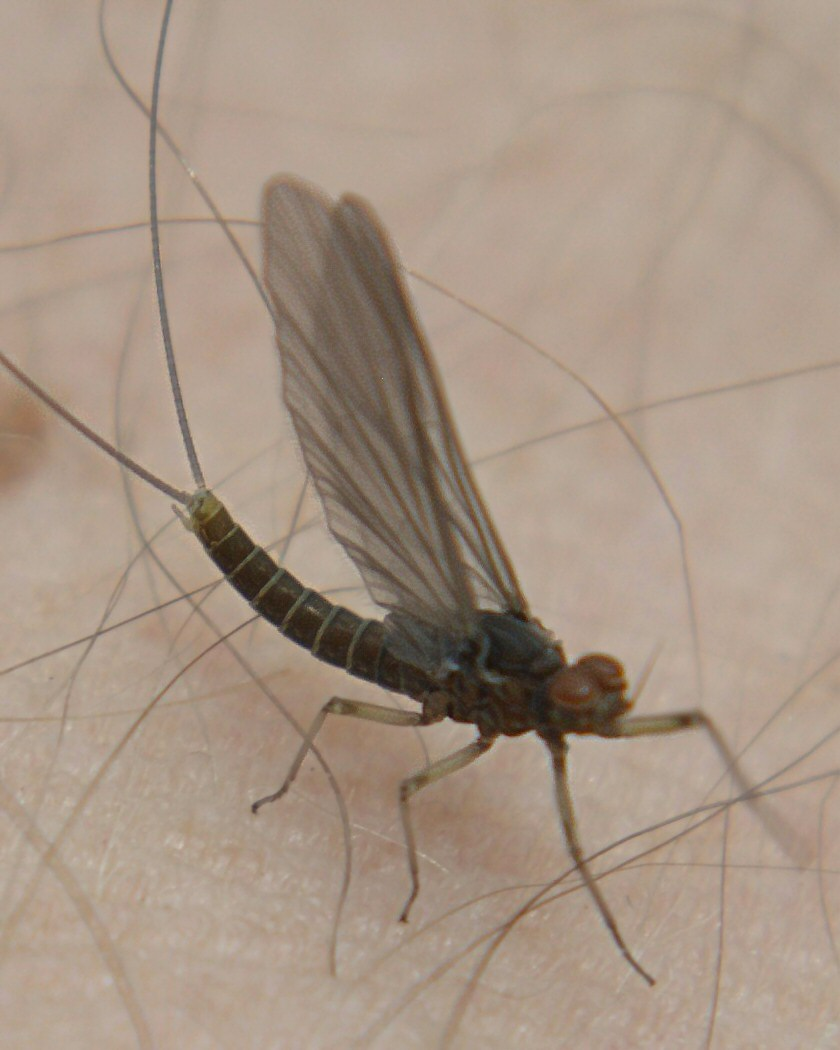
Baetis tricaudatus szubimágója (hím)

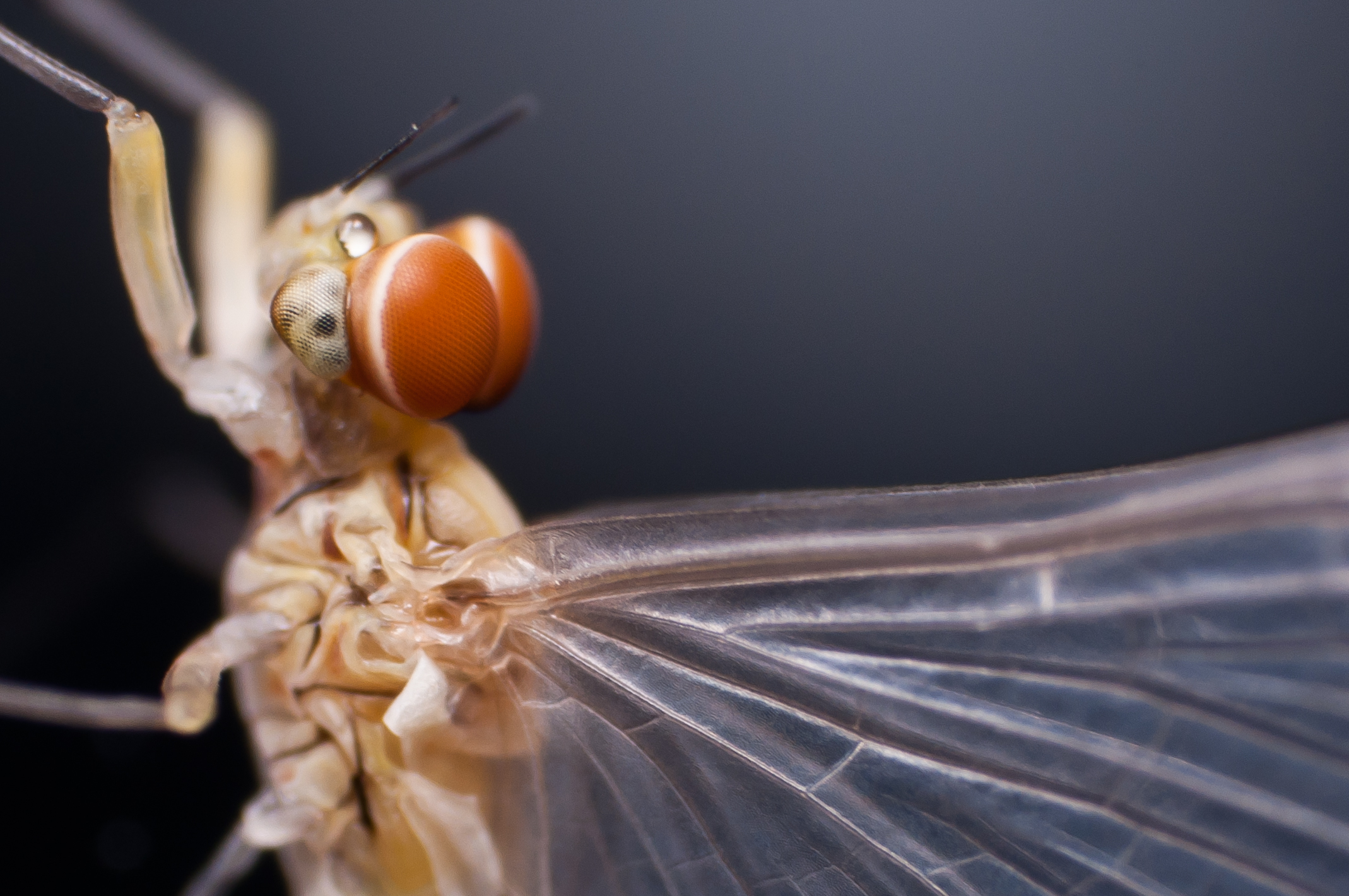
Szubimágó

A nimfaállapot befejeztével a kifejlett állathoz hasonlító, röpképes, de még nem ivarérett, úgynevezett szubimágó bújik elő a vízből. Ennek márványozott szárnyai színtelenek, potrohnyúlványai rövidek.

### Imágó

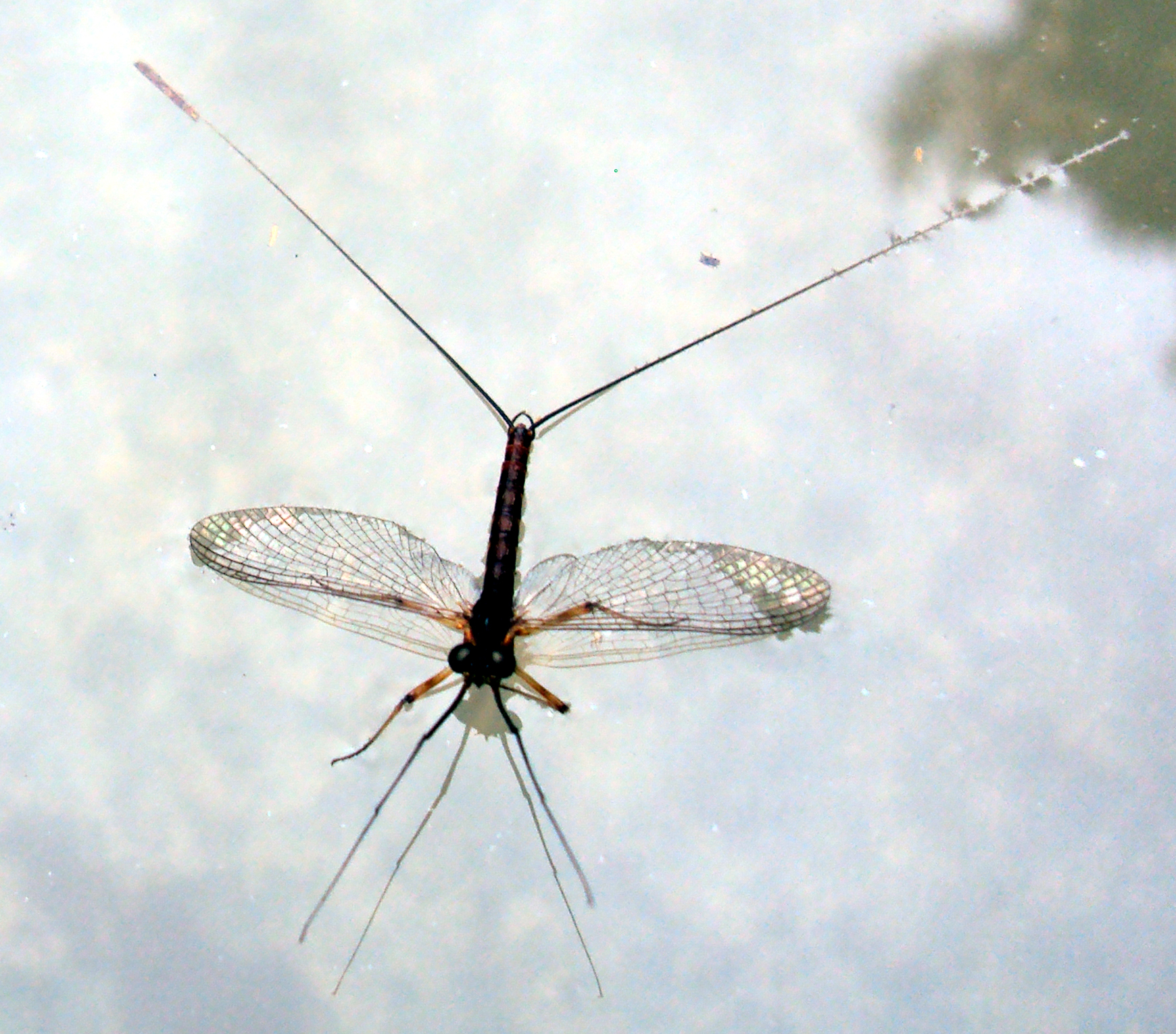
Kérész a víztükrön

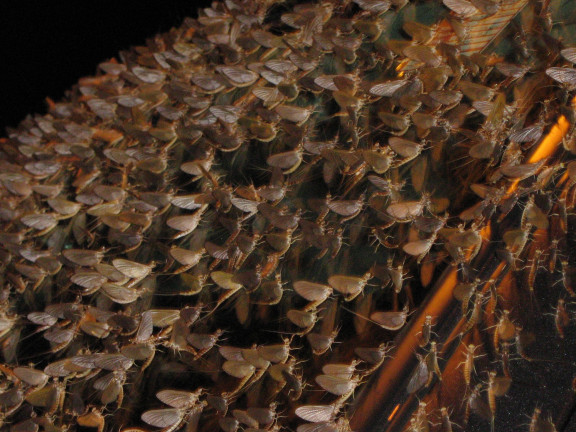
Kérész imágók tömeges rajzása

A szubimágó néhány nap vagy akár csak néhány óra alatt egy vedléssel alakul ivarérett kérésszé. A kérészek a rovarok egyetlen olyan csoportja, amelynek tagjai röpképesen nem vedlenek.
A kérészéletet sokan a rövid: néhány órás vagy legfeljebb pár napos élet jelképének tekintik. Az ivarérett kérészek túlnyomó többsége valóban ilyen rövid ideig repül, és ezért nem is táplálkozik: tevékenységét a nászra korlátozza. Nászuk tömeges: pirkadatkor vagy szürkületkor párzanak a levegőben, a víz fölött. A nőstények megtermékenyített petéiket a vízbe szórják. A párzás után az elpusztult kérészek tömegesen hevernek a vizek felszínén. Ezek az elpusztult példányok fontos szerepet játszanak a folyók, patakok élővilágában, ugyanis sok halfajnak nyújtanak bőséges táplálékot.

## Rendszerezésük
Rend: Kérészek (Ephemeroptera) (Hyatt & Arms, 1891)
- Alrend: Furcatergalia (Kluge, 1993)
  - Alrendág: Lanceolata (McCafferty 1991)
    - Család: Ágaskopoltyús kérészek (Leptophlebiidae) (Banks, 1900)

  - Alrendág: Palpotarsa (McCafferty, 1998)
    - Család: Behningiidae (Motas & Bacesco, 1937)

  - Alrendág: Scapphodonta (McCafferty 1998)
    - Öregcsalád: Potamanthoidea (McCafferty 2004)
      - Család: Potamanthidae (Albarda, 1888)

    - Öregcsalád: Euthyplocioidea (McCafferty, 2004)
      - Család: Euthyplociidae (Lestage, 1921)

    - Öregcsalád: Tarka kérészszerűek (Ephemeroidea)(Latreille, 1810)
      - Család: Tarka kérészek (Ephemeridae) (Leach, 1815)
      - Család: Tiszavirágok (Palingeniidae) (Albarda, 1888)
      - Család: Polymitarcyidae (Banks, 1900)

  - Alrendág: Pannota (McCafferty & Edmunds 1979)
  - Öregcsalád: Caenoidea (Edmunds & Traver, 1954)
    - Család: Neoephemeridae (Traver, in Needham et al., 1935)
    - Család: Caenidae (Newman, 1853)

  - Öregcsalád: Kúszó kérészszerűek (Ephemerelloidea)
    - Család: Kúszó kérészek (Ephemerellidae) (Klapálek, 1909)
    - Család: Leptohyphidae (Edmunds & Traver, 1954)
    - Család: Tricorythidae (Lestage, 1942)
- Alrend: Carapacea (McCafferty, 1997)
  - Öregcsalád: Baetiscoidea (Banks, 1900)
    - Család: Baetiscidae (Ulmer, 1920)
    - Család: Prosopistomatidae (Lameere, 1917)
- Alrend: Pisciformia (McCafferty, 1991)
  - Öregcsalád: Üvegszárnyú kérészszerűek (Baetoidea)(Baccetti et al., 1969)
    - Család: Siphlaenigmatidae(Penniket, 1962)
    - Család: Üvegszárnyú kérészek (Baetidae)(Leach, 1815) — Végfonaluk nincs, a második szárny kicsi vagy hiányzik.

  - Öregcsalád: Erezett kérészszerűek (Heptagenioidea)(McCafferty, 1997)
    - Család: Isonychiidae (Burks, 1953)
    - Család: Oligoneuriidae  Ulmer, 1914)
    - Család: Pseudironidae (McCafferty 1991)
    - Család: Arthropleidae (Balthasar, 1937)
    - Család: Erezett kérészek (Heptageniidae)  Needham, 1901)

  - Öregcsalád: Siphlonuroidea  (Ulmer, 1920)
    - Család: Siphlonuridae  Ulmer, 1920)
    - Család: Ameletidae (McCafferty, 1991)
    - Család: Metretopodidae (Traver, in Needham et al., 1935)
    - Család: Acanthametropodidae (Kluge et al. 1995)
    - Család: Ametropodidae (Bengtsson, 1913)
    - Család: Oniscigastridae (Lameere, 1917)
    - Család: Ameletopsidae (Edmunds, 1957)

## Egyéb
Jelenleg a kérészek legtöbb faja ismeretlen, mivel sok fajt csak egyetlenegyszer, a felfedezésükkor írtak le. Négy észak-amerikai fajt kihaltnak tartanak. Pl.:
- Pentagenia robusta – Eredetileg az Ohio folyó közelében gyűjtötték, de a fajt kihalttá nyilvánították, mivel nem látták az eredeti leírás óta, ami az 1800-as években történt.
- Ephemera compar – Colorado-ban gyűjtötték. Annak ellenére, hogy a kolorádói kérészeket intenzíven figyelik, a fajt az elmúlt ötven évben nem gyűjtötték.